# Poison
Poison er en luxembourgsk/nederlandsk/britisk/tysk/fransk dramafilm fra 2024, der er instrueret af den luxembourgske filminstruktør Désirée Nosbusch og har Trine Dyrholm og Tim Roth i hovedrollerne. Filmen handler om to fraskilte ægtefolk, som mødes for første gang i ti år ved deres søns gravsted.

## Handling
Lucas (Tim Roth) og Edith (Trine Dyrholm) mødes for første gang i ti år på den kirkegård, hvor deres eneste barn Jacob er begravet. Lucas har fået at vide, at Jacobs lig skal genopgraves, fordi jorden er blevet forgiftet. I løbet af eftermiddagen, hvor de venter på graveren, som aldrig dukker op, bevæger samtalen sig fra det konfrontatoriske til en mere forsonlig stemning. Lucas fortæller, at han er gift igen, snart skal være far på ny, og at han er ved at skrive en bog om tabet af sin søn. Edith har aldrig været i stand til at komme videre efter tabet. Først efter at Edith og Lucas har vist deres sårbarhed overfor hinanden, kan de give slip på hinanden og gå hver sin vej.

## Modtagelse
I Berlingske fik filmen fire stjerner ud af seks. Anmelderen skrev, at Trine Dyrholm var "skidegod" i filmen, og at også Tim Roth spillede fremragende. I Politiken var Nanna Frank Rasmussen mere forbeholden, gav tre stjerner og roste også de to skuespillere, men mente alligevel, at filmen havde for meget karakter af filmet teater og nærmest mindede om en elevfilm.

## Medvirkende
- Tim Roth
- Trine Dyrholm